# 弗里茨 X

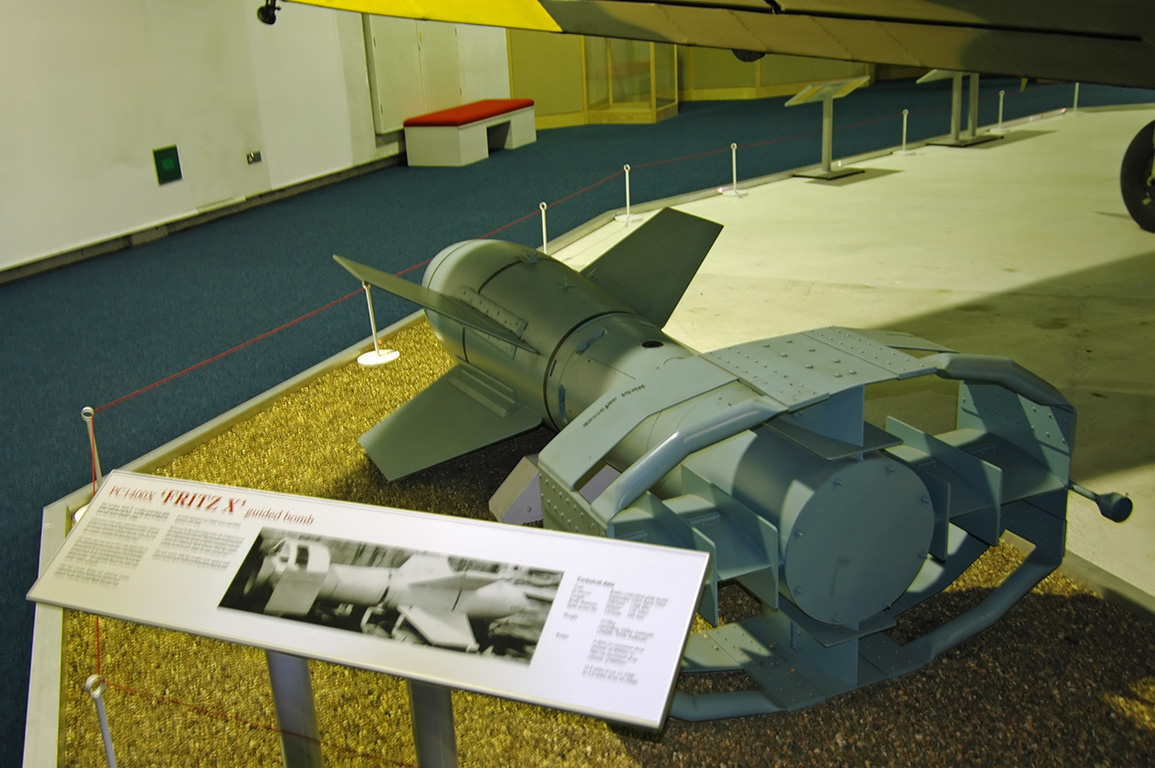
弗里茨X炸弹尾部

弗里茨 X炸弹是纳粹德国于二战中开发的制导反舰滑翔炸彈的最常见名称，这一名称不论是盟军方面还是德军方面都使用过。其他还有一些名称鲁尔钢铁 SD 1400 X、克莱默 X-1、PC 1400X和FX 1400（这最后一种演变成了FRITZ X），它和美国空军的Azon 武器一起成了现代反舰导弹和精確導引武器的鼻祖。
1940年鲁尔钢铁公司开发了鲁尔钢铁 SD 1400 X遥控落体炸弹，S-D本意爆炸-厚壁，1400指1.4吨，同年在此基础上增加弹翼发展出FX 1400“穿甲”遥控滑翔炸弹，F本意飞翔，因战争双方都私下将F昵称为Fritz最后被命名为FRITZ X；亨舍尔公司则另行开发出带有火箭动力的HS 293“非穿甲”遥控飞行炸弹，全重1吨。两者使用相同的遥控设备，滑翔以及飞行的目的都是增加炸弹的可操作性，可以攻击航行中的舰船而不仅是固定目标，前者成为现代精確導引武器的鼻祖，后者成为现代反舰导弹的鼻祖。最初这两种炸弹均被严格保密，直至1943年都被用于实战且取得了良好效果。
虽然意大利将罗马号被击沉看作是德国飞行员的好运气，英美情报部门却很关注其后的背景，美国空军在1943年通过情报获知德国使用了可操控炸弹后，于1944年在1000磅Mark 65通用航空炸弹的尾部加装遥控尾翼，成为Azon VB-1，V-B本意垂直-炸弹。但和鲁尔钢铁 SD 1400一样属于遥控“落体”炸弹，只能用于攻击桥梁和炼油厂等固定目标，且对桥梁实战的命中率只有10%-15%。

## 技术细节
1400系列的本体，为一枚1.4吨的PC 1400通用航空炸弹，P-C本意穿甲-圆柱弹身。鲁尔钢铁公司在其基础上加装了无线电遥控尾翼，成为PC 1400 X，后更名为SD 1400 X。后鲁尔公司又增加弹翼成为 FX 1400，最终被命名为Fritz X。
基本操作方式为无线电遥控，遥控器为50MHz频率，18通道，分为FuG 203发射机和FuG 230接收机。亦备有在盟军发现而采取干扰后应对的双绞线有线遥控方式，双绞线总长16公里，但因保密和数量较少，实战中并未遇到盟军针对性的电磁干扰，所以有线方式未实际应用。
操作性上，因Fritz X加装了弹翼，下落速度得以控制，于4000至8000米中空投掷后，在弹道末端投弹手有约10秒的瞄准时间；通常载机投弹后需从目标上空通过，在目标顶点时，炸弹在飞机与目标垂线偏后，然后投弹手须控制飞机-炸弹-目标尽量在一条直线上；这最后的10秒对投弹手仍是不小的考验，因此投弹后，载机不能作大的机动。因下落速度降低，Fritz X较PC 1400自由落体穿甲弹的穿甲能力降低约一半，不过仍可穿透战列舰200毫米厚的主装甲后爆炸。因弹体过大无法置于弹舱，每架DO 217在翼下挂载2枚，在飞向目标时投掷1枚，在调头返航时投掷另1枚。相较而言，亨舍尔德HS 293本体为一枚半吨的SC 500航空高爆弹，有更大的弹翼，火箭可维持约10秒动力飞行，投弹手有20-30秒的操控时间；载机投掷后即转向与目标保持距离，后期更有试制品装备了原始的电视摄像头，使轰炸机投弹后即可返航；但因飞行速度更慢因此不能穿透战列舰装甲，而是像鱼雷一样在装甲表面引爆。
命中率上，Fritz X在佩内明德武器试验场不受干扰的测试中，40枚测试弹均落在靶心周围直径26米范围内，其中50%最小分布直径为14米。实战中约使用了60枚，其中44枚受控，其余因故障及防空火力干扰失控。14枚直接命中，7枚近失造成破坏，13枚失的未造成破坏，10枚效果不明。
因盟军逐渐占据空优，Fritz X不受干扰投掷的机会越来越少，所以德国空军逐渐转向可在“战区外”投掷的HS 293，后者有数倍于Fritz X的实战次数和战果，命中率应因不同的航空队，在30%至50%不等。

## 战历
FRITZ X最有名的战果是1943年意大利退出战争后，为了阻止意大利舰队开往马耳他，德国空军用六架Do 217K-2带弹攻击，炸沉了维托里奥·维内托级战列舰罗马号，包括贝尔加米尼上将在内的1255人战死。同级舰利托里奥号（更名为意大利号）也被炸伤。
英國海軍厭戰號戰列艦（HMS Warspite）於1943年9月16日西西里島登陸戰役中也被弗里茨 X 擊中過，炸彈的速度太快，以致直接穿透艦身而未引爆，但就算炸藥未引爆，光是彈體的質量仍然在艦身留下一個直通艦底的大洞，雖然造成的死傷有限，仍讓厭戰號即刻失去了作戰能力，最後拖回英國本土進廠大修，直到1944年6月才重返戰線。